# Zanshin
Zanshin (kanji: 残 心) är en term som används i japanska kampsporter, budō. Den syftar på ett tillstånd av medvetande - avslappnad vakenhet. Den bokstavliga översättningen av Zanshin är "kvarvarande sinne". 
I flera kampsporter fokuserar Zanshin snävare på kroppens hållning efter det att en teknik utförs. 

## I olika kampsporter
I kyūdō speglar Zanshin kroppshållningen efter att ha missat en pil. Hållningen är avsedd att understryka den högre meningen med Zanshin, vilket är en mental aspekt som upprätthålls såväl före, under som efter en handling.
I karate innebär Zanshin ett tillstånd av total medvetenhet. Det är att vara avslappnat medveten om sin omgivning och fiender, men samtidigt beredd att agera.  Det anses väsentligt att detta tillstånd kommer till uttryck särskilt i en katas avslut: "Perfekt teknik i sitt utförande. Vinnarkänslan att starta och sluta med samma medvetenhet i sin attityd.”
I samband med kendō och iaidō är Zanshin den fortlöpande andliga, mentala vakenhet och fysiska beredskapen att möta den situation, exempelvis en motattack, som måste upprätthållas, när man återgår till kamae efter att själv ha attackerat. Det är en av de viktigaste elementen som definierar en bra attack.
Stefan Stenudd, en känd svensk utövare Aikikai, har i sin bok Aikido - den fredliga kampkonsten speciellt fördjupat sig i detta begrepp. Under utövande av aikidō är den gängse metoden att tillämpa Zanshin att fokusera på den just kastade uken, motståndaren, medan kamae upprätthålls liksom bibehållen medvetenhet utifall det kommer ytterligare attacker eller angripare.  I Iwama-ryū-utbildning praktiseras Zanshin som en allmän medvetenhet om sin omgivning, av vilka en uke bara är en mindre del. 
Inom ramen för Ninjutsu, särskilt inom Bujinkan är Zanshin en kollektiv simulerad strid i helt eller delvis mörker, som gör en mer van vid kamp utan hjälp av ljus.